# Guido Dieteren
Guido Dieteren (Heerlen, 17 april 1974) is een Nederlands componist, dirigent, violist, musical director, producer en oprichter van zijn orkest Guido's Orchestra. 

## Jeugd en studietijd
Op 6-jarige leeftijd begon Dieteren aan vioolles aan de Heerlense muziekschool, om als dirigent in de voetsporen van zijn vader, grootvader en overgrootvader te treden. Op 15-jarige leeftijd ging Dieteren naar het Jeanne d'Arc college; een gecombineerde opleiding voor voortgezet onderwijs en conservatorium in Maastricht, die hij op zijn 18e met een VWO-diploma afsloot. 
Hierna ging Dieteren naar het Conservatorium Maastricht om viool te studeren. Vanaf zijn 18e volgde hij ook veel masterclasses in binnen- en buitenland. Hij is getrouwd met de sopraan Wendy Kokkelkoren. Samen hebben ze twee dochters.

## Carrière
Dieteren vestigde op jonge leeftijd zijn naam als concertmeester van het Jeugd Symfonie Orkest het Jeugdorkest Nederland en andere orkesten. Om vervolgens zijn loopbaan als dirigent, violist en solist voort te zetten bij verscheidene orkesten op tournee door Europa en Noord-Amerika. 
Dieteren was tot 1998 eerste violist bij het Straussorkest van André Rieu en maakte tournees door Nederland, België, Duitsland, Denemarken, Oostenrijk, Zwitserland, Frankrijk, de Verenigde Staten en Canada.
Hij produceerde cd’s en evenementen voor onder meer muziekmaatschappijen BMG, Sony, Universal, Strengholt, The Entertainment Group, publieke omroep Tros en Omroep MAX. Na het debuut Guido (2003) kwam Guido's Orchestra met een nieuw album Red Passion waarop een cross-over tussen popmuziek en klassieke muziek te horen is.
In 2007 stond hij met zijn  "Orchestra" op Symphonica in Rosso met Paul de Leeuw en in 2008 met Lionel Richie. In 2011 stond hij weer in de GelreDome met Nick & Simon.
- International Standard Name Identifier: 0000 0001 3007 7357
- Library of Congress Control Number: n2014012514
- Virtual International Authority File: 307428564
- WorldCat: E39PBJvCVvGH86K9hPkhGFHgrq